# 2010년 동계 올림픽 쇼트트랙 남자 5000m 계주
2010년 동계 올림픽의 쇼트트랙 남자 5000m 계주는 퍼시픽 콜리세움에서 2010년 2월 17일부터 26일까지 열렸다.
지난 대회 우승팀이었던 대한민국은 마지막 45번째 바퀴를 돌 때 4위까지 쳐졌으나 마지막 코너에서 마지막 주자 곽윤기가 중국의 한자랑과 미국의 아폴로 안톤 오노를 차례로 제치며 2위로 결승선을 통과해 은메달을 따냈고 전 대회 준우승팀이었던 캐나다는 이번엔 금메달을 따냈다.

## 기록
경기가 열리기 전의 세계 기록과 올림픽 기록은 다음과 같다.
| 유형 | 선수                                            | 시간        | 장소                  | 날짜             |
| ---- | ----------------------------------------------- | ----------- | --------------------- | ---------------- |
|      | 대한민국 (KOR) 곽윤기, 이호석, 이정수, 성시백   | 6:38.486 초 | 미국, 솔트레이크 시티 | 2008년 10월 19일 |
|      | 대한민국 (KOR) · 안현수, 이호석, 서호진, 송석우 | 6:43.376 초 | 이탈리아, 토리노      | 2006년 2월 25일  |

## 경기 결과

### 준결선

#### 준결선 1조
| 순위 | 국가     | 선수                                                          | 시간     | 비고 |
| ---- | -------- | ------------------------------------------------------------- | -------- | ---- |
| 1    | 대한민국 | 김성일 곽윤기 이호석 성시백                                   | 6:43.845 | QA   |
| 2    | 미국     | 존 로버트 셀스키 사이먼 조 트래비스 제이너 아폴로 안톤 오노   | 6:46.369 | QA   |
| 3    | 프랑스   | 막심 샤테니에 티보 포코네 벤자맹 마스 장 샤를 마테            | 6:51.071 | ADV  |
|      | 이탈리아 | 니콜라스 빈 유리 콘포르톨라 클라우디오 리날디 니콜라 로디가리 |          | DSQ  |

#### 준결선 2조
| 순위 | 국가           | 선수                                                        | 시간     | 비고 |
| ---- | -------------- | ----------------------------------------------------------- | -------- | ---- |
| 1    | 중화인민공화국 | 한자랑 류시안웨이 마윤펑 송웨이렁                           | 6:43.601 | QA   |
| 2    | 캐나다         | 기욤 바스티유 샤를 아믈랭 올리비에 장 프랑수아루이 트랑블레 | 6:43.610 | QA   |
| 3    | 독일           | 파울 헤르만 타이슨 흥 세바스티안 프라우스 로버트 자이페르트 | 6:47.289 | QB   |
| 4    | 영국           | 앤서니 더글라스 존 엘리 톰 아이브슨 잭 웰번                 | 6:50.618 | QB   |

### 결선
지난 대회에서 금메달을 획득했던 대한민국은 2회 연속 금메달에 도전했지만 전체적으로 다소 저조한 모습을 보였다. 44바퀴 째에서 성시백이 곽윤기를 밀어줄 때 푸싱 실수로 4위까지 처졌으나 마지막 주자 곽윤기가 마지막 45바퀴의 마지막 코너를 돌 때 순식간에 중국 마지막 주자 한자랑과 미국의 마지막 주자였던 아폴로 안톤 오노를 제치고 2위로 결승선을 통과해 은메달을 획득했다. 비록 2회 연속 금메달에는 실패했지만 그래도 2회 연속 메달 획득에는 성공해 쇼트트랙 최강국으로서의 체면을 살렸다.

#### 결선 B
| 순위 | 국가 | 선수                                                        | 시간     | 비고 |
| ---- | ---- | ----------------------------------------------------------- | -------- | ---- |
| 6    | 영국 | 앤서니 더글라스 존 엘리 폴 월스 잭 웰번                     | 6:50.045 |      |
| 7    | 독일 | 파울 헤르만 타이슨 흥 세바스티안 프라우스 로버트 자이페르트 | 6:50.119 |      |

#### 결선 A
| 순위 | 국가           | 선수                                                          | 시간     | 비고 |
| ---- | -------------- | ------------------------------------------------------------- | -------- | ---- |
| 1    | 캐나다         | 프랑수아 아믈랭 샤를 아믈랭 올리비에 장 프랑수아루이 트랑블레 | 6:44.224 |      |
| 2    | 대한민국       | 성시백 곽윤기 이호석 이정수                                   | 6:44.446 |      |
| 3    | 미국           | 존 로버트 셀스키 조단 말론 트래비스 제이너 아폴로 안톤 오노   | 6:44.498 |      |
| 4    | 중화인민공화국 | 한자랑 류시안웨이 마윤펑 송웨이렁                             | 6:44.630 |      |
| 5    | 프랑스         | 막심 샤테니에 티보 포코네 제러미 메슨 장 샤를 마테            | 6:51.566 |      |

## 범례
|  | 세계 신기록                  |  |                   | 아프리카 신기록 |                      | Q | 예선 통과 |
|  | 올림픽 신기록                |  | 북아메리카 신기록 | DNS             | 경기를 시작하지 않음 |   |           |
|  |                              |  | 아시아 신기록     | DNF             | 경기를 마치지 않음   |   |           |
|  | 국가 신기록                  |  | 유럽 신기록       | DSQ             | 실격                 |   |           |
|  | 개인 최고 기록 (개인 신기록) |  | 오세아니아 신기록 | WD              | 기권                 |   |           |
|  | 시즌 최고 기록 (시즌 신기록) |  | 남아메리카 신기록 | NM              | 기록 없음            |   |           |

### 쇼트트랙
| ADV | 피반칙으로 다음 라운드 진출 |  |  | QA | 결승전 A (메달 경쟁) |  |  | QB | 결승전 B (메달 없음) |

### 순위
1. 캐나다
2. 대한민국
3. 미국
4. 중국
5. 프랑스
6. 영국
7. 독일

실격으로 꼴찌 : 이탈리아